# Папирня (Тернопольская область)
Папирня (укр. Папірня) — село в Белобожницкой сельской общине Чортковского района Тернопольской области Украины.
До 2020 года входило в Теребовлянский район.
Население по переписи 2001 года составляло 269 человек. Занимает площадь 1,412 км². Почтовый индекс — 48154. Телефонный код — 3551.